# 包森 (莱里达省)
包森（西班牙語：Bausén）是西班牙加泰罗尼亚莱里达省的一个市镇。 总面积18平方公里，总人口53人（001年），人口密度3人/平方公里。